# Apáti Ferenc
Apáti Ferenc 16. századi magyar költő.

## Élete
A Jagellók korában élt, feltehetően Zalaapátiból vagy Monostor-Apátiból származó középnemesi származású költő. Életéről még keveset tudunk. 1518-ban a bécsi egyetemre iratkozott. Fél évvel később Franciscus Bato de Apáti néven szerepel az egyetem magyar diákjainak névjegyzékében. Tanulmányait megszakítva hamarosan visszatért Magyarországra. Életútja ettől fogva teljesen ismeretlen, a különböző szakirodalmakban pontos adatok nincsenek.

## Műve
- Cantilena vagy Feddő ének – az egyik legérdekesebb Jagelló-kori magyar nyelvű vers, az egyetlen, mely a költőtől fennmaradt. Jelentőségét az adja, hogy a magyar nyelvű világi líra kezdeteinek egyik darabja, a korabeli vágáns szatíra egyetlen magyar emléke. A szerző az 1520-as években írhatta. Köznemesi szemléletet tükröz, gúnyolja a főurakat, főpapokat a török elleni fellépés elhanyagolásáért, de elítélően szól a parasztfelkelésről is.

" Sámsomnak alejtá az pór önnönmagát,
Látod nagy haragját, nem tiszteli urát,
Fogjad meg szakállát, vedd el csak jószágát,
Megalázza magát." (10.strófa)
"Azkort az papoknak vala tisztességök,
Mikoron egészlen áll vala szerzetök,
Távol vala tőlök gallérus köntösök,
Veres beretrájok".(11.strófa)
A szövegét a Peer-kódex őrizte meg, ebben „Feddő ének" a címe, a kódex 337–342. lapján olvashatjuk. 9. versszaka elveszett. A versfőkből olvasható ki a szerző neve.
"Típusát tekintve Apáti éneke a középkori vágáns szatírák egyik elterjedt fajtájához, a "dolus mundi" típusához áll legközelebb. Az ilyen jellegű versek a társadalom különböző elemeinek szatirikus bemutatása által kívántak képet adni a világ hitványságáról. Korábban ezekben az énekekben még sok volt a moralizálás, az Apátié azonban már teljesen elvilágiasodott, érett változatát képviseli."- írja a Magyar irodalom története I. fejezet.
Formailag, stílusát tekintve a középkor legjobb magyar nyelvű költeményének tartják könnyed hangja, de verselésének szigorú  fegyelme miatt. Hangjában ötletesség, csipkelődő szatíra, keserűség ötvöződik.
Strófaszerkezetében ugyancsak újító értékű: a legelső képviselője a három 12-es sort egy 6-os félsorral megtoldó – később széles körben alkalmazott – versformának.
Először nyomtatásban Révai Miklós adta ki a művet 1787-ben az „Elegyes versek" című kötete függelékeként.
lásd még: Középkori magyar irodalom, A reneszánsz magyar irodalma